# کاشف شاه
کاشف شاه (انگلیسی: Kashif Shah؛ زادهٔ ۲۴ اکتبر ۱۹۹۳) بازیکن هاکی روی چمن اهل پاکستان است.